# Semelit Mutiara
Semelit Mutiara is een bestuurslaag in het regentschap Aceh Tengah van de provincie Atjeh, Indonesië. Semelit Mutiara telt 936 inwoners (volkstelling 2010).